# Carl Fredric Bremer

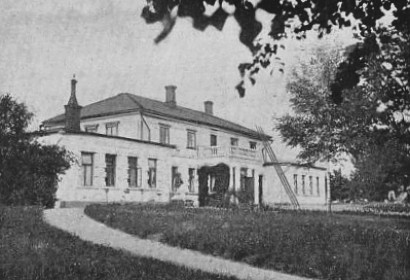
Tuorlas huvudbyggnad i Pikis socken i Egentliga Finland, där Fredrika Bremer föddes 1801.

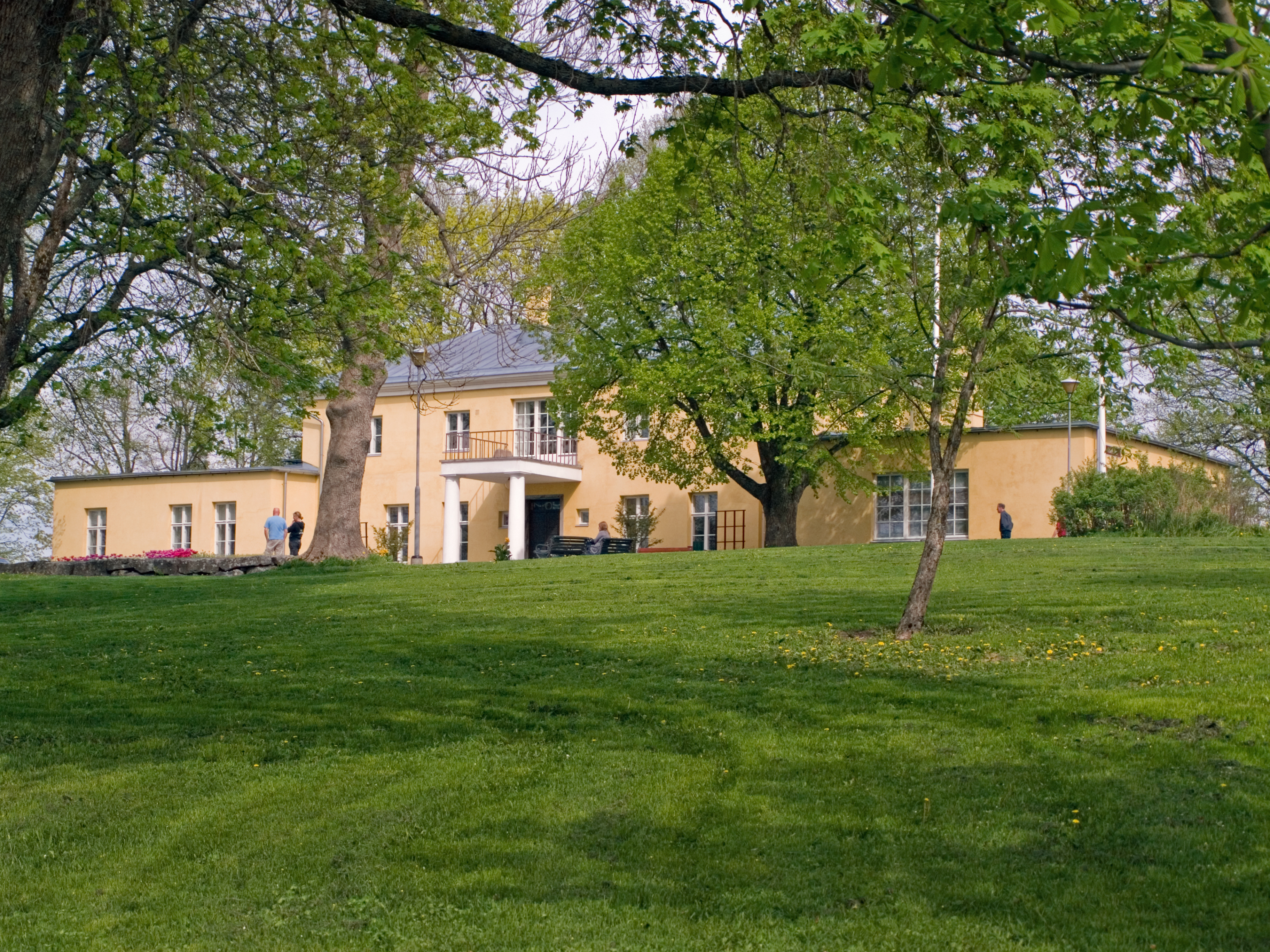
Huvudbyggnaden i Tuorla Manor i Pikis socken i maj 2014.

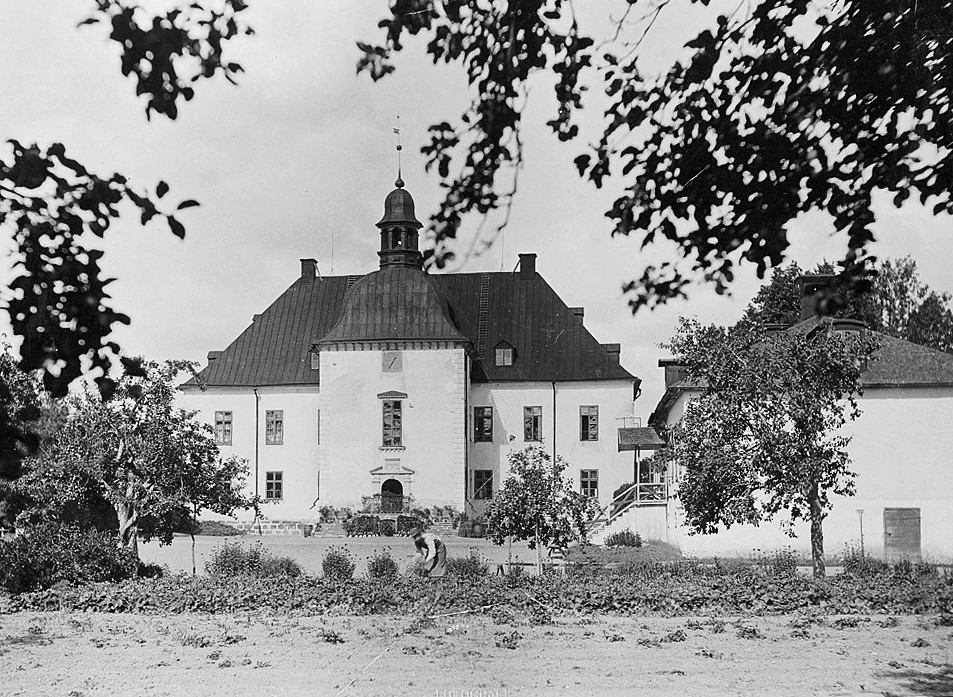
Årstas huvudbyggnad 1896.

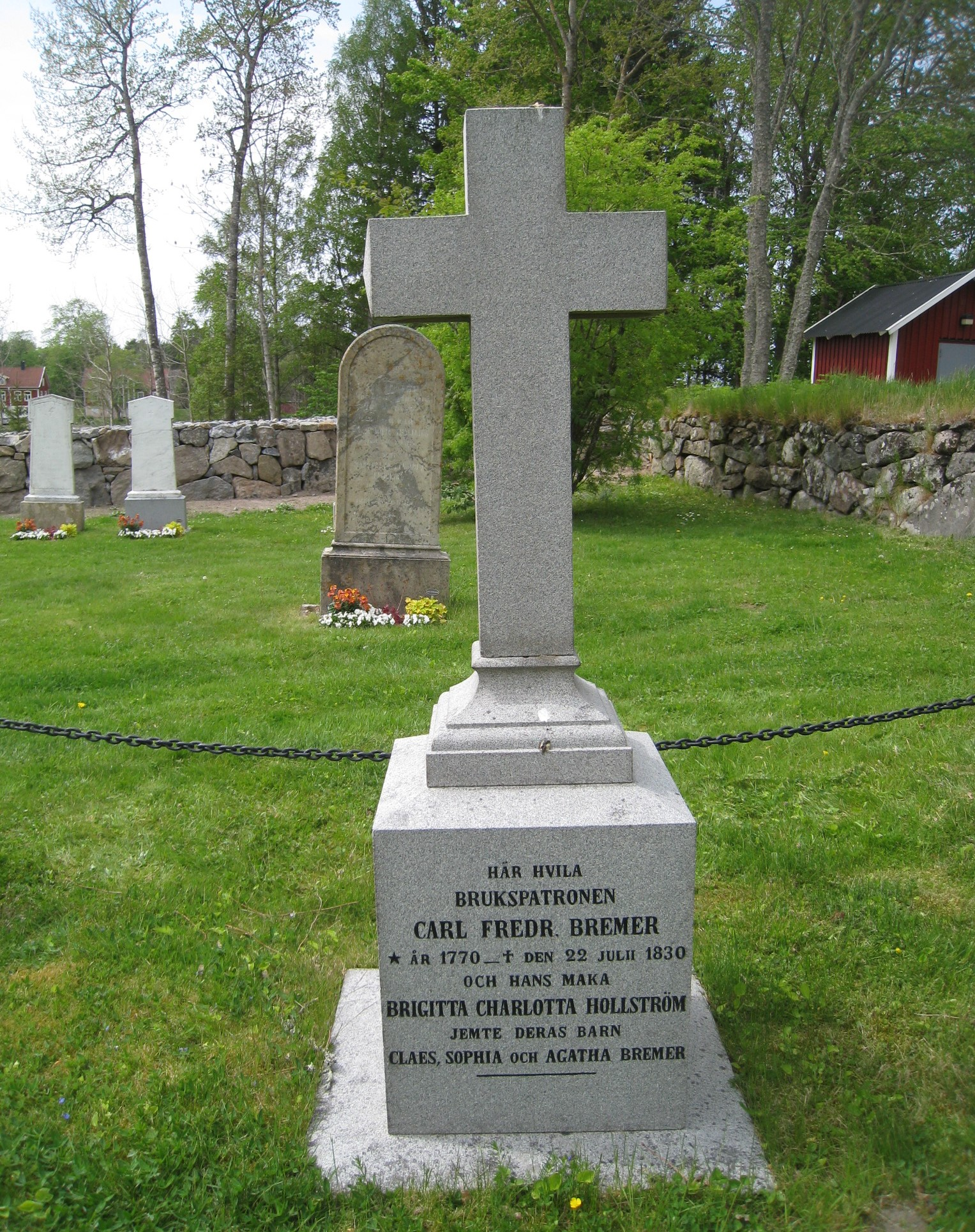
Gravvården för Carl Fredric Bremer, där han vilar tillsammans med sin hustru Birgitta Charlotta Hollström och deras barn Claes, Sophia och Agatha Bremer på kyrkogården vid Österhaninge kyrka.

Carl Fredric Bremer, född 2 april 1770 i Åbo i svenska Finland, död 22 juli 1830 på Årsta slott i Österhaninge socken, Stockholms län, var en finlandssvensk grosshandlare och brukspatron. Han var far till bland andra Fredrika Bremer.

## Biografi
Carl Fredric Bremer var son till skeppsredaren och industrimannen i Åbo, Jacob Bremer (1711-1785) och Ulrika Fredrika Salonius (1746-1798). Jacob Bremer hade arbetat sig upp och skapade sig en stor förmögenhet inom olika industriella företag i Åbo. Under 1700-talet var Jacob Bremer en av de mest framstående köpmännen i Åbo och hela Finland. Han har kallats "den finska utrikeshandelns fader" och var även en mångsidig industriman. Han arbetade sig själv uppåt och han skapade sig ett eget handelshus, Jacob Bremers handelshus. Hans framgångar gjorde honom också till Finlands rikaste man. Det var tänkt att sonen Carl Fredric så småningom skulle ta över företaget.
Sonen Carl Fredric fick en gedigen utbildning med studier vid Akademie der Wissenschaften zu Göttingen i Göttingen, bildningsresa till Paris och uppehåll i England. Tillbaka i Finland, som då fortfarande var svenskt, övertog Carl Fredric Bremer faderns handelsföretag och ägnade sig dessutom åt åkerbruk. Han blev en förmögen brukspatron.
Carl Fredric Bremer var gift med Birgitta Charlotta Hollström (1777-1885). Paret fick sju barn, två pojkar och fem flickor. Bland flickorna märks den senare författaren Fredrika Bremer, men även småbarnsskoleföreståndarinnan Hedda Bremer. Deras andra barn hette Charlotte, Claes, Sofia, Agata och August. 1804 bestämde sig familjen att flytta till Sverige. På grund av den politiskt osäkra situationen i Finland sålde Bremer sina finska egendomar, bland dem godset Tuorla i Pikis socken och slog sig ner i Stockholm.
I Stockholm bodde familjen om vintrarna i en paradvåning nära Jacobs kyrka. Som sommarbostad förvärvades 1805 den stora egendomen Årsta i Österhaninge socken. Under 1700-talet hade Årsta slott gått i arv till Johan Casimir Flemings ättlingar, men det såldes 1805 till brukspatronen Carl Fredric Bremer. Han bodde i Stockholm. Årsta slott blev familjens högt skattade sommarställe. Övre våningen i Årsta slott inredde Bremer i ljus empirstil och delade upp den stora salen. Familjen Bremers salonger på Årsta är de enda rummen som står kvar idag såsom de ursprungligen inreddes. Från byggnadstiden fanns ännu vid sekelskiftet 1900 både bjälktak och ekdörrar med smidda beslag. Vid slottet fanns det två timrade flyglar, år 1866 omtalas den ena flygeln vara rödfärgad med "vidunderligt hög takresning". Senare, efter faderns död var dottern Fredrika med om att anlägga den engelska parken på 1840-talet. Egendomen Årsta slott såldes 1856, men dottern Fredrika Bremer erbjöds att disponera salongen och kringliggande utrymmen. Från den tiden har ingenting förändrats. Hon återvände dit och hon avled där 1865. Den så kallade Fredrika Bremersalongen är autentiskt bevarad sedan den tid (1805-1854), då hennes familj ägde Årsta. Taket i salongen har stuckatur i turkos, guld och vitt. Möblerna är vita med gulbeige stoppning, nära fönstret står en vit flygel och en hörnspegel. Långa soffor med lösa kuddar står utefter två väggar. I mitten står ett massivt bord med svart marmorskiva och sfinxfötter.
Bremer köpte 1809 även Nynäs gård i Ösmo socken av Gustaf Mauritz Armfeldt. Då hade familjen Bremer just flyttat från Finland och förvärvat godset Årsta i Österhaninge kommun som sommarresidens för sig och sin familj och där bodde familjen under tiden som det förfallna Årsta upprustades. Familjen behöll Nynäs till 1812 då det såldes till den finlandssvenske generalen Carl Johan Adlercreutz. Men sedan familjen Bremer flyttat ifrån uppfördes 1835 den nuvarande manbyggnaden på Nynäs gård, ett elegant och stilrent hus, i nyklassicistisk stil av Carl Gustav Adlercreutz efter ritningar av Fredrik Blom. 
Carl Fredric Bremer var auktoritär och tungsint. Han hade redan som ung haft besvär med sin mentala hälsa och fått behandling på nervklinik. Gentemot familjen var han känslostyrd och lynnig, medan hustrun var en societetsdam med fransk fostran. Efter Carl Fredrics död ärvdes Årsta av familjen som hade gården fram till 1853 då den såldes till grosshandlaren och tidningsmannen Lars Johan Hierta, brukspatronen Johan Lind och tobaksfabrikören Wilhelm Hellgren.
Carl Fredric och hustrun Brigitta Charlotta fick sin sista vila på Österhaninge kyrkas kyrkogård. I samma familjegrav finns även barnen Claes, Sophia och Agatha. Dottern Fredrika Bremers gravsten står nära faderns gravsten på Österhaninge kyrkogård.